# Richard Roose
Richard Roose, även känd som Richard Rouse, Richard Cooke eller Richard Rose, var en engelsk kock som avrättades genom kokning i april 1532. Han anklagades för att förgiftat medlemmar ur biskopen Rochesters hushåll i februari 1531. Utan rättegång dömdes Roose till döden genom kokning av Henrik VIII av England, vilket ägde rum på distriktet Smithfield, London.
Roose anklagades för att tillsatt ett vitt pulver i gröten som sedan serverades till biskopens matgäster. Han hävdade i förhör att han fått pulvret av en främling och att det hela var ett skämt, att han inte önskade att någon skulle avlida till följd av handlingen.